# Tony Marchant
Tony Marchant, também conhecido como "Tippy" Marchant (nascido em 28 de agosto de 1937), é um ex-ciclista de pista australiano, ativo durante os anos 50 do século XX.
Ele participou nos Jogos Olímpicos de 1956 em Melbourne, onde foi o vencedor e recebeu a medalha de ouro competindo no tandem, fazendo par com Ian Browne.